# Berehowe (rejon biłozerski)
Berehowe (ukr. Берегове) – osiedle na południu Ukrainy, w obwodzie chersońskim, w rejonie biłozerskim. Położony w rejonie deltowego ujścia Dniepru. 115 mieszkańców.